# Ca n'Amiel i Molins
Ca n'Amiel i Molins és una casa de Pont de Molins (Alt Empordà) inclosa a l'Inventari del Patrimoni Arquitectònic de Catalunya.

## Descripció
Situat dins del nucli urbà de la població de Pont de Molins, al sud del terme, amb la façana orientada al carrer de Figueres i a la riba dreta de la Muga.
Edifici aïllat de planta més o menys rectangular, amb la coberta de teula de dues vessants i distribuït en planta baixa i dos pisos. Presenta un cos adossat a ponent, distribuït en dues plantes i cobert per una terrassa oberta al pis superior amb balustrada. La terrassa presenta unes escales d'accés directe des del carrer, integrades a un petit volum completament rehabilitat. Totes les obertures de l'edifici són d'arc rebaixat amb els emmarcaments fets de maons. Cal exceptuar el portal d'accés principal, donat que està emmarcat amb carreus i dovelles de pedra calcària, i té la clau gravada amb la inscripció “AÑO 1899”. La resta d'obertures es correspon amb finestres, algunes amb sortida a balcons exempts. Actualment, la façana orientada al riu presenta una terrassa metàl·lica adossada de nova construcció.
La construcció és bastida amb pedra sense treballar de diverses mides, lligada amb morter de calç i amb pedres desbastades a les cantonades.

## Història
Ubicada al barri de Molins de dalt, representa el nucli originari del poble de Molins. El lloc de Molins, topònim que fa referència a la gran quantitat de molins que hi havia al poble, és documentat al segle X com una de les possessions del monestir de Sant Pere de Rodes. També apareix en una de les epístoles del papa Benet VII de l'any 974. Igualment, en un precepte de Lotari de l'any 982 es mencionen aquestes possessions a Villa Molinos.
El poble va formar part del municipi de Llers fins al segle xviii, sent la capella de santa Maria sufragània de la parròquia de Llers. Igualment, el castell de Molins formava part de la xarxa de castells de Llers que controlaven les fronteres del comtat de Besalú i Empúries.
El terme estava format pel mencionat nucli i masies disperses que aprofitaven els recursos hidràulics de la Muga i l'excel·lent via de comunicació que representava l'antic Camí de la Calçada o de França, possiblement hereu del traçat de la Via Augusta romana. Aquest camí, a més, establia la frontera física entre els comtats de Besalú i Empúries.
Al segle xviii, a més d'aconseguir la seva independència de Llers, el poble de Molins va créixer, creant un nou nucli a l'est, el poble nou i aixecant un gran pont que travessa la Muga. Tot plegat formaria el municipi de Pont de Molins tal com es coneix en l'actualitat.
Concretament, Can Amiells presenta un llinda amb la data 1899. A diferència d'altres poblacions de la comarca, Pont de Molins va experimentar una etapa de creixement entre el final del segle xix i el segle XX degut a la seva proximitat amb Figueres i les seves vies de comunicació.